# SAR parabólico

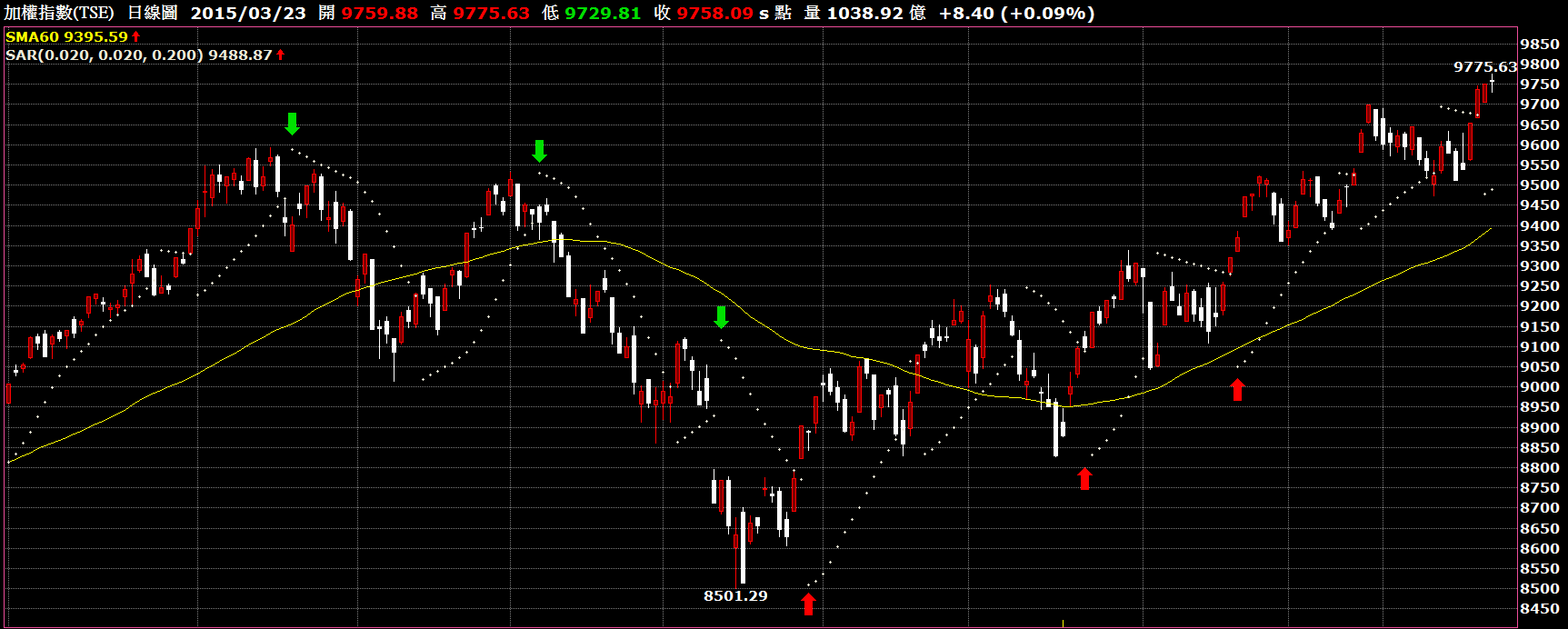
Gráfico de líneas técnicas del índice ponderado de acciones de Taiwán:
Línea K diaria, media móvil de 60 días y SAR (indicador parabólico).

En análisis técnico del mercado de valores y acciones, el SAR parabólico (del inglés parabolic stop and reverse) es un método ideado por J. Welles Wilder, Jr., para encontrar reversiones potenciales en la dirección del precio de mercado de bienes negociados como valores o cambios de divisas como forex. Es un indicador de seguimiento de tendencia (rezagado) y se puede utilizar para establecer un stop loss dinámico o determinar puntos de entrada o salida en función de los precios que tienden a permanecer dentro de una curva parabólica durante una tendencia fuerte.
Similar al concepto de decaimiento del tiempo de la teoría de opciones, el concepto se basa en la idea de que "el tiempo es el enemigo". Por lo tanto, a menos que un valor pueda continuar generando más ganancias con el tiempo, debe liquidarse. Por lo general, el indicador solo funciona en mercados con tendencia y crea "movimientos bruscos" durante las fases de rango o laterales. Por lo tanto, Wilder recomienda establecer primero la dirección o el cambio de dirección de la tendencia mediante el uso de SAR parabólico y luego usar un indicador diferente, como el índice direccional promedio, para determinar la fuerza de la tendencia.
Una parábola por debajo del precio es generalmente alcista, mientras que una parábola por encima es generalmente bajista. Una parábola por debajo del precio puede usarse como soporte, mientras que una parábola por encima del precio puede representar resistencia.

## Construcción
El SAR parabólico se calcula de manera casi independiente para cada tendencia en el precio. Cuando el precio tiene una tendencia alcista, el SAR emerge por debajo del precio y converge al alza hacia él. De manera similar, en una tendencia bajista, el SAR emerge por encima del precio y converge hacia abajo. En cada paso dentro de una tendencia, el SAR se calcula con un período de anticipación. Es decir, el valor SAR de mañana se construye utilizando los datos disponibles hoy. La fórmula general utilizada para esto es:
{\displaystyle {SAR}_{n+1}={SAR}_{n}+\alpha (EP-{SAR}_{n})},
dónde SARn y SARn+1 representan el período actual y los valores SAR del próximo período, respectivamente.
EP (el punto extremo) es un registro guardado durante cada tendencia que representa el valor más alto alcanzado por el precio durante la tendencia alcista actual, o el valor más bajo durante una tendencia bajista. Durante cada período, si se observa un nuevo máximo (o mínimo), el EP se actualiza con ese valor.
El valor α representa el factor de aceleración. Por lo general, esto se establece inicialmente en un valor de 0,02, pero el comerciante puede elegirlo. Este factor se incrementa en 0,02 cada vez que se graba un nuevo EP, lo que significa que cada vez que se observa un nuevo EP, hará subir el factor de aceleración. Luego, la tasa se acelerará hasta un punto en el que el SAR converge hacia el precio. Para evitar que sea demasiado grande, normalmente se establece un valor máximo para el factor de aceleración en 0,20. Los comerciantes pueden establecer estos números según su estilo de negociación y los instrumentos que se negocian. Generalmente, en la negociación de acciones es preferible establecer el factor de aceleración en 0,01, para que no sea demasiado sensible a las caídas locales. Para el comercio de materias primas o divisas, el valor preferido es 0,02.
El SAR se calcula de esta manera para cada nuevo período. Sin embargo, dos casos especiales modificarán el valor de SAR:
- Si el valor SAR del siguiente período está dentro (o más allá) del período actual o del rango de precios del período anterior, el SAR debe establecerse en el límite de precio más cercano. Por ejemplo, si en una tendencia alcista se calcula el nuevo valor de SAR y resulta ser mayor que el precio más bajo de hoy o de ayer, debe establecerse igual a ese límite inferior.

- Si el valor SAR del próximo período está dentro (o más allá) del rango de precios del próximo período, se señala una nueva dirección de tendencia. El SAR debe entonces cambiar de bando.

Tras un cambio de tendencia, el primer valor de SAR para esta nueva tendencia se establece en el último EP registrado en la tendencia anterior, el EP se restablece de acuerdo con el máximo de este período y el factor de aceleración se restablece a su valor inicial de 0,02.

## Ventajas y desventajas

### Ventajas
1. Identificación de tendencias: siguiendo la dirección del SAR, los comerciantes pueden identificar la tendencia y tomar posiciones en consecuencia.
2. Trailing stop-loss: los comerciantes pueden usarlo para limitar las pérdidas estableciendo órdenes de stop-loss al nivel del SAR. A medida que el mercado se mueva a favor de la operación, el SAR se moverá más alto, lo que asegurará las ganancias y protegerá contra los riesgos a la baja.
3. Fácil de usar: los cálculos son sencillos y el SAR se traza en el gráfico de precios, lo que facilita la visualización e interpretación de los operadores.

### Desventajas
1. Whipsaws: puede crear señales falsas durante los mercados de rango o laterales, lo que lleva a las sierras falsas.
2. No apto para todas las condiciones del mercado: el SAR parabólico[3] funciona bien en mercados con tendencia, pero puede no ser confiable en mercados agitados o laterales.
3. Indicador rezagado: SAR es un indicador rezagado, lo que significa que no proporciona señales comerciales en tiempo real. Reacciona a los cambios de precio y puede haber un retraso en la señal.

En general, es una herramienta útil para identificar tendencias, establecer órdenes de stop-loss y determinar puntos de entrada o salida. Este indicador funciona bien en los mercados con tendencia, pero crea "movimientos bruscos" durante las fases de rango o laterales. Por lo tanto, Wilder recomienda usar primero el SAR parabólico para establecer la dirección o el cambio de la tendencia y luego usar otro indicador, como el índice direccional promedio, para determinar la fuerza de la tendencia.

## Resultados estadísticos
El SAR parabólico mostró resultados con un nivel de confianza del 95% en un estudio de 17 años de datos.